# Cuper's Cove
Cuper's Cove, sur la côte sud-ouest de la baie de la Conception, sur la péninsule d'Avalon de l'île de Terre-Neuve, était un ancien établissement anglais du Nouveau monde, et le second après la colonie de Jamestown à durer plus d'un an. Il fut établi en 1610 par John Guy pour la Society of Merchant Venturers de Bristol, qui reçut une charte de Jacques Ier d'Angleterre pour établir une colonie sur l'île de Terre-Neuve. La communauté est actuellement connue sous le nom de Cupids.

## Compléments